# Santa Rosa do Purus
Santa Rosa do Purus är en kommun i Brasilien.   Den ligger i delstaten Acre, i den västra delen av landet, 2 500 km väster om huvudstaden Brasília. Antalet invånare är 4 612.
I omgivningarna runt Santa Rosa do Purus växer i huvudsak städsegrön lövskog. Trakten runt Santa Rosa do Purus är nära nog obefolkad, med mindre än två invånare per kvadratkilometer.